# Rugby-Union-Juniorenweltmeisterschaft 2010
Die Rugby-Union-Juniorenweltmeisterschaft 2010 (engl. 2010 IRB Junior World Championship) war die dritte Ausgabe der Weltmeisterschaft für U20-Junioren-Nationalmannschaften in der Sportart Rugby Union. Sie fand vom 5. bis 21. Juni 2010 in Argentinien statt. Den Juniorenweltmeistertitel gewann zum dritten Mal in Folge Neuseeland.
Unmittelbar zuvor fand in Russland die IRB Junior World Rugby Trophy 2010 für tiefer eingestufte Mannschaften statt.

## Austragungsorte
Sämtliche Spiele fanden an folgenden Orten im Nordosten des Landes statt:
| Ort      | Stadion                       | Kapazität |
| -------- | ----------------------------- | --------- |
| Paraná   | Club Atletico Estudiantes     | 16.740    |
| Rosario  | Estadio Marcelo Bielsa        | 42.000    |
| Santa Fe | Estadio B.G. Estanislao López | 06.700    |

## Vorrunde

### Gruppe A
|    | Land       | Spiele | Siege | Unent. | Ndlg. | Spiel- punkte | Diff. | Bonus- punkte | Tabellen- punkte |
| -- | ---------- | ------ | ----- | ------ | ----- | ------------- | ----- | ------------- | ---------------- |
| 1. | Neuseeland | 3      | 3     | 0      | 0     | 164:28        | + 136 | 3             | 15               |
| 2. | Wales      | 3      | 2     | 0      | 1     | 63:59         | + 4   | 0             | 8                |
| 3. | Fidschi    | 3      | 1     | 0      | 2     | 29:87         | − 58  | 0             | 4                |
| 4. | Samoa      | 3      | 0     | 0      | 3     | 32:114        | − 82  | 1             | 1                |

| 5. Juni 2010 14:00 ART | Neuseeland     | 44 : 11 | Fidschi | Estadio B.G. Estanislao López, Santa Fe Schiedsrichter: JP Doyle (England) |
| 5. Juni 2010 14:00 ART | (20:8) Bericht |         |         | Estadio B.G. Estanislao López, Santa Fe Schiedsrichter: JP Doyle (England) |

| 5. Juni 2010 16:00 ART | Wales          | 22 : 13 | Samoa | Club Atletico Estudiantes, Paraná Schiedsrichter: LNathan Pearce (Australien) |
| 5. Juni 2010 16:00 ART | (9:10) Bericht |         |       | Club Atletico Estudiantes, Paraná Schiedsrichter: LNathan Pearce (Australien) |

| 9. Juni 2010 15:00 ART | Neuseeland     | 31 : 3 | Wales | Club Atletico Estudiantes, Paraná Schiedsrichter: John Lacey (Irland) |
| 9. Juni 2010 15:00 ART | (21:3) Bericht |        |       | Club Atletico Estudiantes, Paraná Schiedsrichter: John Lacey (Irland) |

| 9. Juni 2010 16:00 ART | Italien        | 77 : 7 | Argentinien | Estadio B.G. Estanislao López, Santa Fe Schiedsrichter: Pascal Gaüzère (Frankreich) |
| 9. Juni 2010 16:00 ART | (37:0) Bericht |        |             | Estadio B.G. Estanislao López, Santa Fe Schiedsrichter: Pascal Gaüzère (Frankreich) |

| 13. Juni 2010 14:10 ART | Italien         | 43 : 10 | Wales | Estadio B.G. Estanislao López, Santa Fe Schiedsrichter: Peter Allan (Schottland) |
| 13. Juni 2010 14:10 ART | (31:10) Bericht |         |       | Estadio B.G. Estanislao López, Santa Fe Schiedsrichter: Peter Allan (Schottland) |

| 13. Juni 2010 15:00 ART | Samoa         | 12 : 15 | Fidschi | Club Atletico Estudiantes, Paraná Schiedsrichter: JP Doyle (England) |
| 13. Juni 2010 15:00 ART | (6:3) Bericht |         |         | Club Atletico Estudiantes, Paraná Schiedsrichter: JP Doyle (England) |

### Gruppe B
|    | Land        | Spiele | Siege | Unent. | Ndlg. | Spiel- punkte | Diff. | Bonus- punkte | Tabellen- punkte |
| -- | ----------- | ------ | ----- | ------ | ----- | ------------- | ----- | ------------- | ---------------- |
| 1. | England     | 3      | 3     | 0      | 0     | 101:52        | + 49  | 1             | 13               |
| 2. | Frankreich  | 3      | 2     | 0      | 1     | 65:62         | + 3   | 1             | 9                |
| 3. | Argentinien | 3      | 1     | 0      | 2     | 69:100        | − 31  | 0             | 4                |
| 4. | Irland      | 3      | 0     | 0      | 3     | 64:85         | − 21  | 2             | 2                |

| 5. Juni 2010 14:10 ART | Frankreich     | 25 : 22 | Irland | Estadio Marcelo Bielsa, Rosario Schiedsrichter: Jaco Peyper (Südafrika) |
| 5. Juni 2010 14:10 ART | (12:6) Bericht |         |        | Estadio Marcelo Bielsa, Rosario Schiedsrichter: Jaco Peyper (Südafrika) |

| 5. Juni 2010 16:10 ART | Argentinien     | 22 : 48 | England | Estadio Marcelo Bielsa, Rosario Schiedsrichter: John Lacey (Irland) |
| 5. Juni 2010 16:10 ART | (19:23) Bericht |         |         | Estadio Marcelo Bielsa, Rosario Schiedsrichter: John Lacey (Irland) |

| 9. Juni 2010 14:10 ART | England         | 36 : 21 | Irland | Estadio Marcelo Bielsa, Rosario Schiedsrichter: Garratt Williamson (Neuseeland) |
| 9. Juni 2010 14:10 ART | (33:10) Bericht |         |        | Estadio Marcelo Bielsa, Rosario Schiedsrichter: Garratt Williamson (Neuseeland) |

| 9. Juni 2010 16:10 ART | Argentinien     | 23 : 31 | Frankreich | Estadio Marcelo Bielsa, Rosario Schiedsrichter: JP Doyle (England) |
| 9. Juni 2010 16:10 ART | (13:28) Bericht |         |            | Estadio Marcelo Bielsa, Rosario Schiedsrichter: JP Doyle (England) |

| 13. Juni 2010 18:10 ART | England       | 17 : 9 | Frankreich | Estadio Marcelo Bielsa, Rosario Schiedsrichter: Francisco Pastrana (Argentinien) |
| 13. Juni 2010 18:10 ART | (3:6) Bericht |        |            | Estadio Marcelo Bielsa, Rosario Schiedsrichter: Francisco Pastrana (Argentinien) |

| 13. Juni 2010 20:10 ART | Argentinien     | 24 : 21 | Irland | Estadio Marcelo Bielsa, Rosario Schiedsrichter: Pascal Gaüzère (Frankreich) |
| 13. Juni 2010 20:10 ART | (13:13) Bericht |         |        | Estadio Marcelo Bielsa, Rosario Schiedsrichter: Pascal Gaüzère (Frankreich) |

### Gruppe C
|    | Land       | Spiele | Siege | Unent. | Ndlg. | Spiel- punkte | Diff. | Bonus- punkte | Tabellen- punkte |
| -- | ---------- | ------ | ----- | ------ | ----- | ------------- | ----- | ------------- | ---------------- |
| 1. | Australien | 3      | 3     | 0      | 0     | 167:53        | + 114 | 3             | 15               |
| 2. | Südafrika  | 3      | 2     | 0      | 1     | 148:56        | + 92  | 4             | 12               |
| 3. | Schottland | 3      | 1     | 0      | 2     | 40:134        | − 94  | 0             | 4                |
| 4. | Tonga      | 3      | 0     | 0      | 3     | 22:134        | − 112 | 0             | 0                |

| 5. Juni 2010 14:00 ART | Südafrika      | 40 : 14 | Tonga | Club Atletico Estudiantes, Paraná Schiedsrichter: Peter Allan (Schottland) |
| 5. Juni 2010 14:00 ART | (26:3) Bericht |         |       | Club Atletico Estudiantes, Paraná Schiedsrichter: Peter Allan (Schottland) |

| 5. Juni 2010 16:00 ART | Australien     | 58 : 13 | Schottland | Estadio B.G. Estanislao López, Santa Fe Schiedsrichter: Pascal Gaüzère (Frankreich) |
| 5. Juni 2010 16:00 ART | (34:6) Bericht |         |            | Estadio B.G. Estanislao López, Santa Fe Schiedsrichter: Pascal Gaüzère (Frankreich) |

| 9. Juni 2010 13:00 ART | Australien     | 67 : 5 | Tonga | Club Atletico Estudiantes, Paraná Schiedsrichter: Jaco Peyper (Südafrika) |
| 9. Juni 2010 13:00 ART | (26:0) Bericht |        |       | Club Atletico Estudiantes, Paraná Schiedsrichter: Jaco Peyper (Südafrika) |

| 9. Juni 2010 14:00 ART | Südafrika      | 73 : 0 | Schottland | Estadio B.G. Estanislao López, Santa Fe Schiedsrichter: Francisco Pastrana (Argentinien) |
| 9. Juni 2010 14:00 ART | (40:0) Bericht |        |            | Estadio B.G. Estanislao López, Santa Fe Schiedsrichter: Francisco Pastrana (Argentinien) |

| 13. Juni 2010 13:00 ART | Schottland     | 27 : 3 | Tonga | Club Atletico Estudiantes, Paraná Schiedsrichter: Nathan Pearce (Australien) |
| 13. Juni 2010 13:00 ART | (13:0) Bericht |        |       | Club Atletico Estudiantes, Paraná Schiedsrichter: Nathan Pearce (Australien) |

| 13. Juni 2010 16:10 ART | Südafrika       | 35 : 42 | Australien | Estadio B.G. Estanislao López, Santa Fe Schiedsrichter: Garratt Williamson (Neuseeland) |
| 13. Juni 2010 16:10 ART | (20:24) Bericht |         |            | Estadio B.G. Estanislao López, Santa Fe Schiedsrichter: Garratt Williamson (Neuseeland) |

## Setzliste
Die Setzliste für die K.-o.-Phase, basierend auf den Ergebnissen der Vorrunde.
|                           | Land        | Gruppe | Diff. | Punkte |
| ------------------------- | ----------- | ------ | ----- | ------ |
| Finalrunde                |             |        |       |        |
| 01.                       | Neuseeland  | A      | + 136 | 15     |
| 02.                       | Australien  | C      | + 114 | 15     |
| 03.                       | England     | B      | + 31  | 14     |
| 04.                       | Südafrika   | C      | + 92  | 12     |
| Playoff um Platz 5 bis 8  |             |        |       |        |
| 05.                       | Frankreich  | B      | + 3   | 9      |
| 06.                       | Wales       | A      | + 4   | 8      |
| 07.                       | Argentinien | B      | − 31  | 4      |
| 08.                       | Fidschi     | A      | − 58  | 4      |
| Playoff um Platz 9 bis 12 |             |        |       |        |
| 09.                       | Schottland  | C      | − 94  | 4      |
| 10.                       | Irland      | B      | − 21  | 2      |
| 11.                       | Samoa       | A      | − 82  | 1      |
| 12.                       | Tonga       | C      | − 112 | 0      |

## K.-o.-Phase

### Playoff um Platz 9 bis 12
|  | Halbfinale       | Halbfinale       |                  |    | 9. Platz         | 9. Platz         |
|  |                  |                  |                  |    |                  |                  |
|  | Irland           | 37               |                  |    |                  |                  |
|  | Samoa            | 10               |                  |    |                  |                  |
|  | 17. Juni, Paraná |                  |                  |    |                  |                  |
|  |                  |                  | 21. Juni, Paraná |    |                  |                  |
|  | Irland           | 53               |                  |    |                  |                  |
|  |                  | Schottland       | 23               |    |                  |                  |
|  |                  |                  |                  |    |                  |                  |
|  | 11. Platz        |                  |                  |    |                  |                  |
|  | 17. Juni, Paraná | 17. Juni, Paraná | Samoa            | 3  |                  |                  |
|  | Schottland       | 28               | Tonga            | 23 |                  |                  |
|  | Tonga            | 8                |                  |    | 21. Juni, Paraná | 21. Juni, Paraná |

Halbfinale
| 17. Juni 2010 13:00 ART | Irland          | 37 : 10 | Samoa | Club Atletico Estudiantes, Paraná Schiedsrichter: Jaco Peyper (Südafrika) |
| 17. Juni 2010 13:00 ART | (18:10) Bericht |         |       | Club Atletico Estudiantes, Paraná Schiedsrichter: Jaco Peyper (Südafrika) |

| 17. Juni 2010 15:15 ART | Schottland     | 28 : 8 | Tonga | Club Atletico Estudiantes, Paraná Schiedsrichter: Francisco Pastrana (Argentinien) |
| 17. Juni 2010 15:15 ART | (16:3) Bericht |        |       | Club Atletico Estudiantes, Paraná Schiedsrichter: Francisco Pastrana (Argentinien) |

Spiel um Platz 11
| 21. Juni 2010 14:15 ART | Samoa          | 3 : 23 | Tonga | Club Atletico Estudiantes, Paraná Schiedsrichter: John Lacey (Irland) |
| 21. Juni 2010 14:15 ART | (3:11) Bericht |        |       | Club Atletico Estudiantes, Paraná Schiedsrichter: John Lacey (Irland) |

Spiel um Platz 9
| 21. Juni 2010 12:00 ART | Irland          | 53 : 23 | Schottland | Club Atletico Estudiantes, Paraná Schiedsrichter: Garratt Williamson (Neuseeland) |
| 21. Juni 2010 12:00 ART | (25:16) Bericht |         |            | Club Atletico Estudiantes, Paraná Schiedsrichter: Garratt Williamson (Neuseeland) |

### Playoff um Platz 5 bis 8
|  | Halbfinale         | Halbfinale         |                    |    | 5. Platz           | 5. Platz           |
|  |                    |                    |                    |    |                    |                    |
|  | Wales              | 19 (8)             |                    |    |                    |                    |
|  | Argentinien        | 19 (9)             |                    |    |                    |                    |
|  | 17. Juni, Santa Fe |                    |                    |    |                    |                    |
|  |                    |                    | 21. Juni, Santa Fe |    |                    |                    |
|  | Argentinien        | 23                 |                    |    |                    |                    |
|  |                    | Frankreich         | 37                 |    |                    |                    |
|  |                    |                    |                    |    |                    |                    |
|  | 7. Platz           |                    |                    |    |                    |                    |
|  | 17. Juni, Santa Fe | 17. Juni, Santa Fe | Wales              | 39 |                    |                    |
|  | Frankreich         | 44                 | Fidschi            | 15 |                    |                    |
|  | Fidschi            | 9                  |                    |    | 21. Juni, Santa Fe | 21. Juni, Santa Fe |

Halbfinale
| 17. Juni 2010 14:00 ART | Wales         | 19 : 19 (8:9 n. E.) | Argentinien | Estadio B.G. Estanislao López, Santa Fe Schiedsrichter: Peter Allan (Schottland) |
| 17. Juni 2010 14:00 ART | (6:3) Bericht |                     |             | Estadio B.G. Estanislao López, Santa Fe Schiedsrichter: Peter Allan (Schottland) |

| 17. Juni 2010 16:15 ART | Frankreich     | 44 : 9 | Fidschi | Estadio B.G. Estanislao López, Santa Fe Schiedsrichter: Nathan Pearce (Australien) |
| 17. Juni 2010 16:15 ART | (13:6) Bericht |        |         | Estadio B.G. Estanislao López, Santa Fe Schiedsrichter: Nathan Pearce (Australien) |

Spiel um Platz 7
| 21. Juni 2010 12:00 ART | Wales           | 39 : 15 | Fidschi | Estadio B.G. Estanislao López, Santa Fe Schiedsrichter: Jaco Peyper (Südafrika) |
| 21. Juni 2010 12:00 ART | (12:10) Bericht |         |         | Estadio B.G. Estanislao López, Santa Fe Schiedsrichter: Jaco Peyper (Südafrika) |

Spiel um Platz 5
| 21. Juni 2010 14:15 ART | Argentinien    | 23 : 37 | Frankreich | Estadio B.G. Estanislao López, Santa Fe Schiedsrichter: Peter Allan (Schottland) |
| 21. Juni 2010 14:15 ART | (3:12) Bericht |         |            | Estadio B.G. Estanislao López, Santa Fe Schiedsrichter: Peter Allan (Schottland) |

### Finalrunde
|  | Halbfinale        | Halbfinale        |                   |    | Finale            | Finale            |
|  |                   |                   |                   |    |                   |                   |
|  | Australien        | 28                |                   |    |                   |                   |
|  | England           | 16                |                   |    |                   |                   |
|  | 17. Juni, Rosario |                   |                   |    |                   |                   |
|  |                   |                   | 21. Juni, Rosario |    |                   |                   |
|  | Australien        | 17                |                   |    |                   |                   |
|  |                   | Neuseeland        | 62                |    |                   |                   |
|  |                   |                   |                   |    |                   |                   |
|  | 3. Platz          |                   |                   |    |                   |                   |
|  | 17. Juni, Rosario | 17. Juni, Rosario | England           | 22 |                   |                   |
|  | Neuseeland        | 36                | Südafrika         | 27 |                   |                   |
|  | Südafrika         | 7                 |                   |    | 21. Juni, Rosario | 21. Juni, Rosario |

Halbfinale
| 17. Juni 2010 14:10 ART | Australien     | 28 : 16 | England | Estadio Marcelo Bielsa, Rosario Schiedsrichter: Garratt Williamson (Neuseeland) |
| 17. Juni 2010 14:10 ART | (20:8) Bericht |         |         | Estadio Marcelo Bielsa, Rosario Schiedsrichter: Garratt Williamson (Neuseeland) |

| 17. Juni 2010 16:30 ART | Neuseeland     | 36 : 7 | Südafrika | Estadio Marcelo Bielsa, Rosario Schiedsrichter: John Lacey (Irland) |
| 17. Juni 2010 16:30 ART | (22:7) Bericht |        |           | Estadio Marcelo Bielsa, Rosario Schiedsrichter: John Lacey (Irland) |

Spiel um Platz 3
| 21. Juni 2010 16:45 ART | Frankreich      | 22 : 27 | Australien | Estadio Marcelo Bielsa, Rosario Schiedsrichter: Francisco Pastrana (Argentinien) |
| 21. Juni 2010 16:45 ART | (19:12) Bericht |         |            | Estadio Marcelo Bielsa, Rosario Schiedsrichter: Francisco Pastrana (Argentinien) |

Finale
| 21. Juni 2010 19:10 ART | Australien                                                                                     | 17 : 62        | Neuseeland | Estadio Marcelo Bielsa, Rosario Schiedsrichter: Pascal Gaüzère (Frankreich) |
| 21. Juni 2010 19:10 ART | Versuche: Morahan 54. Sitauti 69. erh. Erhöhungen: Toʻomua (2/2) Straftritte: Toʻomua (1/1) 5. | (3:25) Bericht | Versuche: Coltman 1. n.erh. Marshall 9. erh. Veainu (3) 19. erh., 71. erh., 76. erh. Polwart 44. erh. Bleyendaal 47. erh. Erhöhungen: Bleyendaal (4/5) Parker (2/2) Straftritte: Bleyendaal (5/5) 15., 37., 41., 52., 60. | Estadio Marcelo Bielsa, Rosario Schiedsrichter: Pascal Gaüzère (Frankreich) |

## Schlussplatzierungen
| Platz | Land        |
| ----- | ----------- |
| 01    | Neuseeland  |
| 02    | Australien  |
| 03    | Südafrika   |
| 04    | England     |
| 05    | Frankreich  |
| 06    | Argentinien |
| 07    | Wales       |
| 08    | Fidschi     |
| 09    | Irland      |
| 10    | Schottland  |
| 11    | Tonga       |
| 12    | Samoa       |

Neuseeland wurde Weltmeister, Samoa stieg ab und nahm 2011 an der IRB Junior World Rugby Trophy teil.